# Stefano Palosti de Verayneris
Stefano Palosti de Verayneris, o anche Stefano Palosi o Stefano Palosio (Roma, 1340 circa – Roma, 24 aprile 1396), è stato un cardinale italiano.

## Biografia
Discendente da una nobile famiglia originaria di Roma, ancora giovane intraprese la carriera ecclesiastica e divenne canonico del Capitolo della Basilica di Santa Maria Maggiore. Camerlengo del clero romano, ricevette quindi il suddiaconato.
Eletto vescovo di Brescia il 3 settembre 1371, venne successivamente trasferito alla sede di Todi dal 30 marzo 1373. Vicario pontificio a Roma nel 1377, fu uno dei guardiani del conclave del 1378 che elesse a pontefice Urbano VI.
Creato cardinale presbitero nel concistorio del 17 dicembre 1384, ricevette nel gennaio dell'anno successivo il titolo di San Marcello da papa Urbano VI. Divenuto amministratore apostolico della sede episcopale di Todi sino al 1395, partecipò in seguito al conclave del 1399 che elesse Bonifacio IX. Arciprete della Basilica di Santa Maria Maggiore nel 1394, divenne Camerlengo di Santa Romana Chiesa nel settembre dello stesso anno. Venne quindi incaricato dal papa di riparare il tetto della Chiesa di San Paolo fuori le mura di via Ostiense a Roma.
Morì il 24 aprile 1396 a Roma e fu sepolto nella Basilica di Santa Maria Maggiore.

## Stemma
- Partito d'azzurro seminato di gigli d'oro, e vaiato d'oro e di rosso[1]